# Baphetoidea
Baphetoidea — надсемейство примитивных стегоцефалов, живших в каменноугольном периоде (346,7—307,5 млн лет назад) на территории Европы и Северной Америки. Оно включает семейство Baphetidae и несколько базальных родов, таких как Eucritta и Spathicephalus (которому было выделено собственное семейство Spathicephalidae). Надсемейство также называлось Loxommatoidea, но это название является младшим синонимом Baphetoidea.

## Таксономия
Baphetoidea был назван Эдвардом Дринкером Коупом в 1875 году. Название Loxommatoidea было установлено Уотсон, Дэвид Мередит Сирс в 1929 году для Baphetidae, таких как Loxomma, которые тогда были известны как Loxommatoidea. Позже было показано, что Loxommatoidea являются членами Baphetidae, и в результате Loxommatoidea был синонимизирован с Baphetoidea. Поскольку Baphetoidea было первым установленным названием, оно имеет приоритет над Loxommatoidea.

## Классификация
На февраль 2025 надсемейство включает 2 семейства и три рода:
- - †Eucritta Clack, 1998
- †Baphetidae Cope, 1875
  - †Baphetes Owen, 1854
- †Spathicephalidae Beaumont, 1977
  - †Spathicephalus Watson, 1928